# Negativo Eastman Color
El Negativo Eastman Color (ECN) es un sistema de tratamiento fotográfico creado por la compañía Kodak en los años 50 para el desarrollo de las películas en color.
El tratamiento original, ECN-1, se usó desde los años 50 hasta mediados de los años 70, y su desarrollo tenía que producirse a 25º durante 7-9 minutos. Posteriormente se consiguió un desarrollo más rápido y ecológico.
Este nuevo tratamiento, llamado ECN-2, permitía un desarrollo a temperaturas de 41,1 °C durante unos tres minutos. Este el desarrollo estándar para todas las películas en color con negativo, incluso en la empresa Fuji y otras ajenas a Kodak. Todos los rollos de película están creados específicamente para un tratamiento de desarrollo, así que una película hecha para ECN-1 no podría desarrollarse a la manera de un rollo de ECN-2, ya que sus diseños no son compatibles.